# قصور النخامية
قصور نشاط الغدة النخامية (بالإنجليزية: Hypopituitarism)‏هو حالة مرضية تنتج عن نقص أو عدم إنتاج قدر كافي لواحد أو أكثر من هرمونات الغدة النخامية Pituitary Gland (غدة صغيرة توجد في قاعدة المخ). ويكون ذلك نتيجة مرض بالغدة النخامية نفسها أو غدة ما تحت المهاد Hypothalamus (هي جزء من المخ يحتوي على هرمونات تتحكم بالغدة النخامية). وعندما يكون النقص أو عدم الإنتاج في جميع هرمونات الغدة النخامية تسمى تلك الحالة Panhypopituitarism. ويصيب هذا المرض الأطفال والبالغين.

## الأعراض
بعض الحالات تكون الأعراض تدريجية وقد لا يشتكي المريض من أي أعراض. وفي حالات أخرى تكون الأعراض فجائية وحادة. وتعتمد أعراض المرض على عدة عوامل منها: سبب المرض، الهرمون المتأثر، سرعة تطور المرض.
و تتمثل الأعراض في الآتي:

### نقص هرمون الكورتيكوتروبين ACTH
- الشعور بالتعب العام.
- انخفاض ضغط الدم.
- الاكتئاب.
- الغثيان أو القيء.

### نقص الهرمون المحفز للغدة الدرقية TSH
- الإمساك.
- زيادة الوزن.
- الضعف.
- ضعف وألم العضلات.

### نقص الهرمون المحفز للحويصلة وهرمون اللوتنة FSH and LH
- في السيدات: عدم انتظام أو توقف الدورة الشهرية والعقم.
- في الرجال: فقدان شعر الجسم والوجه، الضعف، فقدان الرغبة الجنسية، عدم القدرة على الانتصاب، والعقم.

### نقص هرمون النمو GH
- في الأطفال: قصر القامة، دهون حول الخصر والوجه، ضعف أو توقف النمو.
- في البالغين: الضعف، عدم القدرة على ممارسة الرياضة، زيادة الوزن، نقص كتلة العضلات، الشعور بالتوتر والاكتئاب.

### نقص الهرمون المنشط لإفراز اللبن Prolactin
- في السيدات: عدم إنتاج اللبن بالثدي، التعب، فقد شعر الإبط والعانة.
- في الرجال: لا تظهر أعراض للمرض.

### نقص الهرمون المضاد لادرار البول ADH
- زيادة عدد مرات التبول.
- العطش الدائم.

## الأسباب
تتعد الأسباب التي تسبب هذا النقص ما بين المعروف وغير المعروف إلى حد الآن ولكن تبرز عادة الأسباب الموجودة بالأسفل كونها الابرز:
- ورم بالغدة النخامية أو غدة ما تحت المهاد.
- تدمير الغدة النخامية نتيجة استخدام العلاج الإشعاعي، الجراحة، أو التهاب مثل الالتهاب السحائي meningitis.
- إصابة بالرأس تسبب نزيف أو تلف بالغدة النخامية.
- التعرض لنقص الأكسجين عند الولادة.
- في بعض الحالات يكون السبب غير معروف

## التشخيص
في حالة شكوى المريض من أي من تلك الأعراض يحتاج الطبيب لتأكيد التشخيص إلى:
- إجراء بعض التحاليل عن طريق أخذ عينة من الدم وفحص نسبة الهرمون بها للتأكد إذا كان في المعدل الطبيعي أم لا.
- قد يحتاج إلى إجراء أشعة مقطعية أو أشعة رنين مغناطيسي لتحديد إذا كان هناك ورم بالغدة النخامية.
- في الأطفال قد يحتاج الطبيب لعمل أشعة سينية على اليد لتحديد إذا كانت العظام تنمو بصورة طبيعية أم لا.

## المضاعفات
قد يؤدي نقص عدة هرمونات مرتبطة بقصور الغدة النخامية إلى أمراض ثانوية. على سبيل المثال، يترافق نقص هرمون النمو بالسمنة وزيادة الكولسترول والمتلازمة الأيضية، وقد يؤدي نقص الإستراديول إلى هشاشة العظام. في حين أن العلاج الفعال لنقص الهرمونات الأساسية قد يحسن هذه المخاطر، يبقى من الضروري في أغلب الأحيان معالجة النقص مباشرة.

### النخامة الأمامية
يعتبر نقص جميع الهرمونات النخامية الأمامية أكثر شيوعًا من نقص الهرمونات الفردية.
يؤدي نقص الهرمون المنشط للجسم الأصفر والهرمون المنشط للحوصلة -المشار إليهما معًا باسم الغونادوتروبينات- إلى ظهور أعراض مختلفة لدى الرجال والنساء. تعاني النساء من قلة الحيض أو انقطاع الحيض (فترات طمثية نادرة/خفيفة أو غائبة تباعًا) والعقم. يفقد الرجال شعر الوجه والصفن والجذع، ويعانون من انخفاض كتلة العضلات وفقر الدم. قد يعاني كلا الجنسين من انخفاض في الرغبة الجنسية وفقدان الوظيفة الجنسية، ويرتفع لديهم خطر هشاشة العظام (ضعف العظم). يترافق نقص إف إس إتش/إل إتش لدى الأطفال بالبلوغ المتأخر.
يؤدي نقص هرمون النمو (جي إتش) إلى انخفاض في كتلة العضلات والسمنة المركزية (زيادة دهون الجسم حول الخصر) وضعف الانتباه والذاكرة. يعاني الأطفال من تأخر النمو وقصر القامة.
يؤدي نقص الهرمون الموجه لقشر الكظر (إيه سي تي إتش) إلى قصور الكظر، ونقص إنتاج الهرمونات القشرية السكرية مثل الكورتيزول من الغدة الكظرية. إذا كانت المشكلة مزمنة، تشمل الأعراض التعب وفقدان الوزن وفشل النمو (عند الأطفال) وتأخر البلوغ (عند المراهقين) ونقص السكر في الدم (انخفاض مستويات السكر في الدم) وفقر الدم ونقص صوديوم الدم (انخفاض مستويات الصوديوم). إذا كان البدء حادًا، فقد يحدث الانهيار والصدمة والإقياء. يشبه نقص الهرمون الموجه لقشر الكظر إلى حد كبير داء أديسون البدئي، وهو نقص الكورتيزول نتيجة الأذية المباشرة للغدد الكظرية. لكن يؤدي داء أديسون غالبا إلى فرط تصبغ الجلد، الذي لا يحدث في نقص الهرمون الموجه لقشر الكظر.
يؤدي نقص الهرمون المنبه للدرقية (تي إس إتش) إلى قصور الغدة الدرقية (نقص إنتاج الثيروكسين «تي 4» وثلاثي يود الثيرونين «تي 3» في الغدة الدرقية). تتمثل الأعراض النموذجية في التعب وعدم تحمل البرد والإمساك وزيادة الوزن وفقدان الشعر وتباطؤ التفكير، بالإضافة إلى تباطؤ معدل ضربات القلب وانخفاض ضغط الدم. لدى الأطفال، يؤدي قصور الغدة الدرقية إلى تأخر النمو ويؤدي في الأشكال الوراثية الشديدة إلى متلازمة تسمى الفدامة.
يلعب البرولاكتين (بي آر إل) دورًا في الرضاعة الطبيعية، وقد يشير عدم القدرة على الرضاعة الطبيعية إلى مستويات منخفضة وغير طبيعية من البرولاكتين.

### النخامة الخلفية
يؤدي نقص الهرمون المضاد لإدرار البول (آيه دي إتش) إلى متلازمة مرض السكري الكاذب (غير المرتبط بمرض السكري)، أي عدم القدرة على تكثيف البول، ما يؤدي إلى البوال (إنتاج كميات كبيرة من البول الشفاف) منخفض الذوائب، والجفاف والعطش الشديد كمعاوضة والحاجة المستمرة للشرب (عطاش)، وكذلك فرط صوديوم الدم (ارتفاع مستويات الصوديوم في الدم). قد يُقنّع نقص الهرمون المضاد لإدرار البول إذا كان هناك نقص في الهرمون الموجه لقشر الكظر، وتظهر الأعراض فقط عند تعويض الكورتيزول.
يسبب نقص الأوكسيتوسين (أو إكس تي) عمومًا بعض الأعراض، إذ يحتاجه الجسم فقط في وقت الولادة والرضاعة الطبيعية.

## العلاج
توجد طريقتين مختلفتين لعلاج هذا القصور أما بالأدوية أو بالتدخل الجراحي حسب ما يناسب كل حالة

### العلاج الدوائي لقصور نشاط الغدة النخامية
يتضمن علاج تعويضي للهرمونات. ويعتمد اختيار العلاج المناسب على الهرمون المتأثر من المرض. وتتمثل الأدوية في الآتي:
- الكورتيزون hydrocortisone.
- الإستروجين والتستوستيرون Estrogen & Testosterone .
- الجينوتروبين Genotropin.
- ليفوثايروكسين levothyroxine .

و يجب على المريض متابعة الطبيب فقد يحتاج الطبيب إلى تعديل جرعة دواء العلاج التعويضي. فكلما كانت جرعة العلاج التعويضي مناسبة كلما أصبحت نتائج العلاج أفضل.

### العلاج الجراحي قصور نشاط الغدة النخامية
يتم في حالات وجود ورم بالغدة النخامية. ويعتمد على نوع ومكان الورم.